# Resolución 67/19 de la Asamblea General de las Naciones Unidas
La resolución 67/19 de la Asamblea General de las Naciones Unidas acordó la admisión de Palestina como Estado observador no miembro de la Organización. Sin perjuicio de los derechos ya adquiridos por la Organización para la Liberación de Palestina (OLP), el estatus de Palestina en las Naciones Unidas pasó de ser entidad no miembro de la Organización a Estado no miembro, semejante a la situación de la Santa Sede. La resolución fue aprobada el 29 de noviembre de 2012 en la 67.ª sesión de la Asamblea General, coincidiendo con el Día Internacional de Solidaridad con el Pueblo Palestino y con el 65º aniversario de la Partición de Palestina. La resolución fue aprobada por una amplia mayoría de la Asamblea, aunque contó con el rechazo frontal del Estado de Israel, parte implicada en el conflicto árabe-israelí. 
Esta resolución resultó clave en la historia del conflicto palestino-israelí, dado que, por un lado, la ONU le reconoció a Palestina el carácter de Estado y, por otro, reconoció implícitamente su soberanía sobre los territorios palestinos ocupados por Israel desde 1967. Sin embargo, la delegación palestina no consiguió lograr acceder a la ONU como miembro de pleno derecho, dado que dicho paso debe ser aprobado por el Consejo de Seguridad de las Naciones Unidas, no por su Asamblea General.Otra importante repercusión de esta resolución fue que, al ser reconocida por la ONU como un Estado, Palestina pudo solicitar al Tribunal Penal Internacional que investigase a Israel por crímenes de guerra, algo que sucedió a comienzos de 2015.

## Precedentes
El 22 de noviembre de 1974 la Asamblea General de las Naciones Unidas aprobó la resolución 3237, en la cual invitaba a la OLP a participar en los periodos de sesiones de la Asamblea "en calidad de observadora". La resolución también invitaba a la OLP a participar y trabajar en todas las reuniones internacionales convocadas bajo el auspicio de la Asamblea General y en otros órganos de las Naciones Unidas.
En la resolución 43/177 del 15 de diciembre de 1988, la Asamblea General "tomó conocimiento" de la proclamación del Estado de Palestina por el Consejo Nacional de Palestina ocurrido el 15 de noviembre de 1988. Dicha resolución decidió de igual modo utilizar, a partir del 15 de diciembre de 1988, la designación "Palestina" en lugar de "Organización para la Liberación de Palestina" en el sistema de las Naciones Unidas y sin perjuicio de las funciones y calidad de observadora de la OLP.
En 2011, durante la 66.ª sesión de la Asamblea General de las Naciones, Mahmoud Abbas solicitó el ingreso de Palestina como miembro de todo derecho en las Naciones Unidas. Sin embargo la iniciativa Palestina 194 para que fuese reconocido como Estado miembro de la Organización nunca fue sometida a votación por el Consejo de Seguridad, requisito indispensable para el ingreso. Se barajó la posibilidad de que la candidatura palestina solo contaba con ocho votos favorables de los 15 países que integran el Consejo de Seguridad, uno menos de la mayoría necesaria incluyendo el voto favorable de todos los miembros permanentes, según lo dispuesto en el Artículo 27 de la Carta de las Naciones Unidas. En ese sentido los Estados Unidos anunciaron su intención de vetar la resolución en el caso de ser sometida a votación en el Consejo de Seguridad valiéndose de su condición de miembro permanente.
El 31 de octubre de 2011, la Conferencia General de la Organización de las Naciones Unidas para la Educación, la Ciencia y la Cultura (Unesco) admitió a Palestina como Estado miembro. La decisión fue efectiva el 23 de noviembre de 2011, cuando Palestina ratificó la Constitución de la Unesco.

## Votación

### Debate
El presidente de la 67.ª Asamblea General, Vuk Jeremić, abrió el debate afirmando que la votación "lograría lo que se había previsto en 1947, una solución de dos Estados", al tiempo que expresó esperanza por el regreso de las negociaciones bilaterales. Después de la votación Ban Ki-moon, secretario general de las Naciones Unidas, dijo que "la solución de dos Estados parece más lejana que nunca", instando a los líderes a tener mayor sentido de su responsabilidad histórica y visión de futuro. "Los israelíes y palestinos deben romper con la mentalidad de suma cero y adoptar un camino pacífico".
El representante de Sudán del Norte presentó el proyecto de resolución A/67/L.28 ante los asistentes a la 44.º reunión del 67.º periodo de sesiones. Posteriormente tomaron la palabra Mahmoud Abbas, presidente de la Autoridad Nacional Palestina; Ron Prosor, representante permanente de Israel ante las Naciones Unidas, Marty Natalegawa, representante permanente de Indonesia ante las Naciones Unidas; John Baird, ministro de Asuntos Exteriores de Canadá; Ahmet Davutoglu, ministro de Relaciones Exteriores de Turquía; y finalmente Vuk Jeremić como presidente de la Asamblea General.
Abbas pidió a los delegados "firmar un certificado de nacimiento de la realidad del Estado Palestino". Denunció la operación militar Pilar Defensivo que las Fuerzas de Defensa Israelíes habían efectuado días antes en Gaza por el elevado número de muertos palestinos y el daño a las infraestructuras, refiriéndose a la Nakba. Añadió que la delegación palestina ante las Naciones Unidas no buscaba legitimar "un país creado hace muchos años" sino salvar el proceso de paz y que los palestinos no aceptarían nada que fuera menos que la independencia y soberanía del Estado palestino, Jerusalén Este como capital nacional, los territorios previos a la situación de 1967 y el derecho al retorno de los refugiados.
El proyecto de resolución fue patrocinado por Afganistán, Argelia, Argentina, Baréin, Bangladés, Bolivia, Brunéi, Chile, China, Comores, Cuba, Corea del Norte, Yibuti, Ecuador, Egipto, Guinea-Bissau, Guyana, Islandia, India, Indonesia, Irak, Jordania, Kazajistán, Kenia, Kuwait, Laos, Líbano, Libia, Madagascar, Malasia, Maldivas, Malí, Mauritania, Marruecos, Namibia, Nicaragua, Omán, Pakistán, Perú, Catar, San Vicente y las Granadinas, Arabia Saudí, Senegal, Seychelles, Sierra Leona, Somalia, Sudáfrica, Sudán, Tayikistán, Túnez, Turquía, Emiratos Árabes Unidos, Uruguay, Venezuela, Yemen y Zimbabue. Antes de la votación también se adhirieron como copatrocinadores del proyecto de resolución Angola, Azerbaiyán, Bielorrusia, Belice, Granada, Guinea, Kirguistán, Níger, Sri Lanka, Surinam y Vietnam.

### Resultado
- A favor (138)

Sentido de la votación de los Estados miembros de las Naciones Unidas respecto a la admisión de Palestina como Estado observador no miembro.
A favor.
En contra.
Abstención.
Ausentes.
No miembros.

Afganistán, Angola, Antigua y Barbuda, Arabia Saudita, Argelia, Argentina, Armenia, Austria, Azerbaiyán, Bangladés, Baréin, Bélgica, Belice, Benín, Bután, Bielorrusia, Birmania, Bolivia, Botsuana, Brasil, Brunéi, Burkina Faso, Burundi, Cabo Verde, Camboya, Catar, Chad, Chile, China, Chipre, Comoros, Congo, Corea del Norte, Costa de Marfil, Costa Rica, Cuba, Dinamarca, Dominica, Ecuador, Egipto, El Salvador, Emiratos Árabes Unidos, Eritrea, España, Etiopía, Filipinas, Finlandia, Francia, Gabón, Gambia, Georgia, Ghana, Granada, Grecia, Guinea, Guinea-Bisáu, Guyana, Honduras, India, Indonesia, Irak, Irán, Irlanda, Islandia, Islas Salomón, Italia, Jamaica, Japón, Jordania, Kazajistán, Kenia, Kirguistán, Kuwait, Laos, Lesoto, Líbano, Libia, Liechtenstein, Luxemburgo, Malasia, Maldivas, Malí, Malta, Marruecos, Mauricio, Mauritania, México, Mozambique, Namibia, Nepal, Nicaragua, Níger, Nigeria, Noruega, Nueva Zelanda, Omán, Pakistán, Perú, Portugal, República Centroafricana, República Dominicana, Rusia, San Cristóbal y Nieves, San Vicente y las Granadinas, Santa Lucía, Santo Tomé y Príncipe, Senegal, Serbia, Seychelles, Sierra Leona, Siria, Somalia, Sri Lanka, Suazilandia, Sudáfrica, Sudán, Sudán del Sur, Suecia, Suiza, Suriname, Tailandia, Tanzania, Tayikistán, Timor Oriental, Trinidad y Tobago, Turkmenistán, Turquía, Tuvalu, Túnez, Uganda, Uruguay, Uzbekistán, Venezuela, Vietnam, Yemen, Yibuti, Zambia y Zimbabue.
- En contra (9)

Canadá, Estados Unidos, Israel, Islas Marshall, Micronesia, Nauru, Palaos, Panamá y República Checa.
- Abstenciones (41)

Albania, Alemania, Andorra, Australia, Bahamas, Barbados, Bosnia y Herzegovina, Bulgaria, Camerún, Colombia, Corea del Sur, Croacia, Eslovaquia, Eslovenia, Estonia, Fiyi, Guatemala, Haití, Hungría, Letonia, Lituania, Macedonia, Malaui, Moldavia, Mónaco, Mongolia, Montenegro, Países Bajos, Papúa Nueva Guinea, Paraguay, Polonia, Reino Unido, República Democrática del Congo, Ruanda, Rumanía, Samoa, San Marino, Singapur, Togo, Tonga y Vanuatu.
- Ausentes (5)

Guinea Ecuatorial, Kiribati, Liberia, Madagascar y Ucrania.

## Consecuencias
La mejora del estatus de Palestina le permitió el acceso a organismos como el Tribunal Penal Internacional, que años después abriría una investigación contra Israel por crímenes de guerra. El primer ministro israelí Benjamin Netanyahu respondió anunciando la construcción de miles de nuevas viviendas en los asentamientos de Cisjordania, lo que a su vez constituye, según el derecho internacional, un crimen de guerra per se, dado que el artículo 49 del Cuarto Convenio de Ginebra, del que Israel es firmante, especifica que "la Potencia ocupante no podrá efectuar la evacuación o el traslado de una parte de la propia población civil al territorio por ella ocupado".